# Armée du Rhin (1791)
Die Armée du Rhin (deutsch Rheinarmee) war ein Verband der französischen Revolutionszeit, der aufgestellt wurde, um Frankreich vor einer Gefahr aus dem Ausland zu schützen. Aufgestellt am 14. Dezember 1791 bestand sie mit Unterbrechungen bis zum  5. Mai 1801.

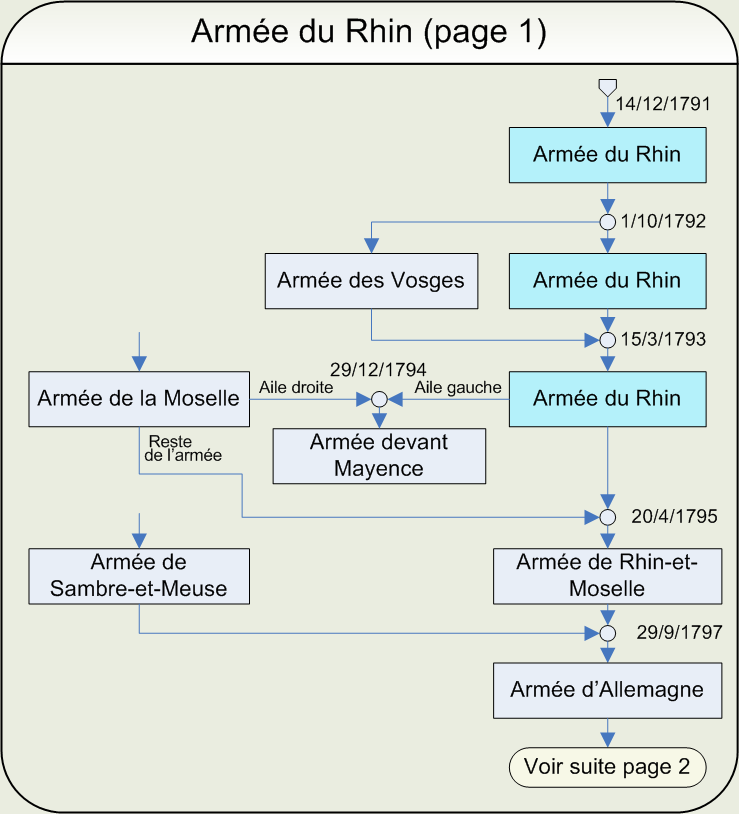
Entwicklung der Armée du Rhin (Teil 1)

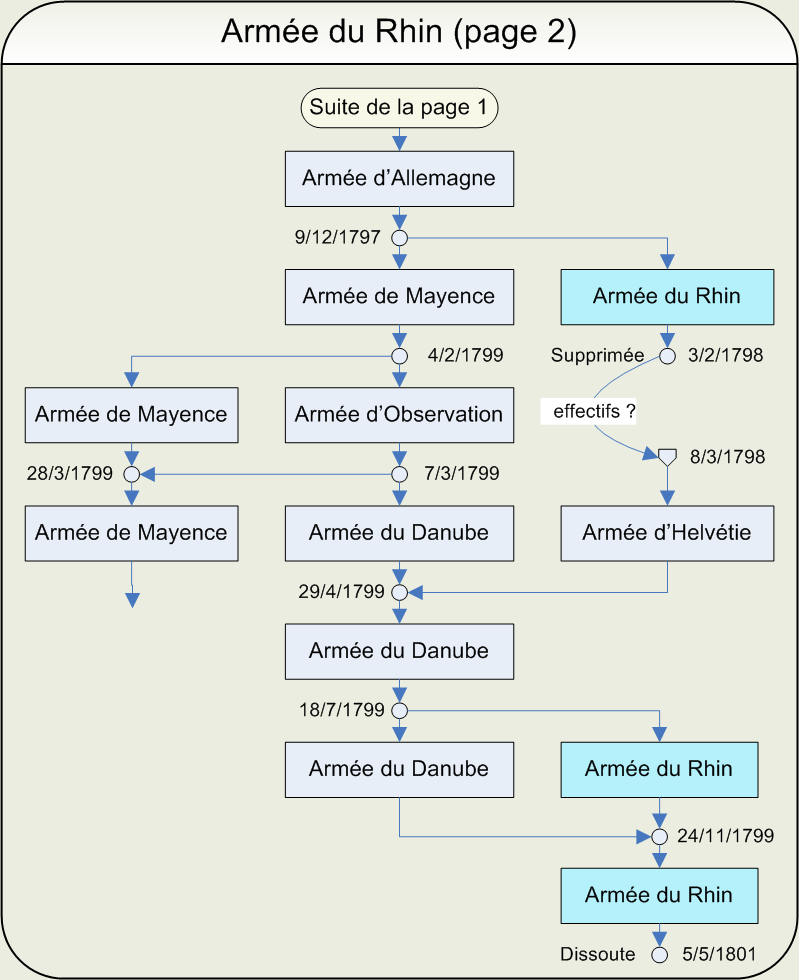
Entwicklung der Armée du Rhin (Teil 2)

## Aufstellung und Veränderungen
- Aufgestellt wurde sie durch Befehl von König Louis XVI. mit Datum vom 14. Dezember 1791. Durch ein Dekret des Nationalkonvents vom 1. Oktober 1792 wurden Teile als „Armée des Vosges“ ausgegliedert.
- Mit Anordnung des „Conseil exécutif“ vom 15. März 1793 wurde die „Armée des Vosges“ wieder eingegliedert.
- Der rechte Flügel bildete ab dem 9 frimaire an III (29. November 1794) mit dem linken Flügel der Armée de la Moselle die „Armée devant Mayence“ (Armee vor Mainz).
- Per Dekret vom 13 ventôse an III (3. März 1795) fusionierte die „Armée du Rhin“ und die „Armée de la Moselle“ zur „Armée de Rhin-et-Moselle“. Dieses Dekret traf am 18. März bei der Armee ein, am nächsten Tag übernahm Général Michaud den Rang eines „Général commandant l'armée de Rhin-et-Moselle“ (Oberkommandierender der Rhein- und Moselarmee), den bis dahin Général Kléber per interim geführt hatte, keiner von ihnen hatte jedoch die Organisation der Armeen geändert. Die Vereinigung der beiden Armeen war erst ab dem 20. April 1795 nach deren Zusammentreffen vor Luxemburg durch den Général Pichegru organisatorisch durchgeführt worden. Erst von diesem Tag an bestand die „Armée de Rhin-et-Moselle“ auch de facto.
- Mit Anweisung des Direktoriums vom 8 vendémiaire an VI (29. September 1797), mit der Ausführungsbestimmung vom 7. bis zum 20. Oktober 1797 wurden die Armée de Sambre-et-Meuse und die „Armée de Rhin-et-Moselle“ zur „Armée d’Allemagne“ vereinigt.
- Mit Anweisung vom 19 frimaire an VI (9. Dezember 1797) wurde die „Armée d’Allemagne“ in die Armée de Mayence und die „Armée du Rhin“ aufgeteilt.
- Mit Anweisung vom 10 pluviôse an VI (29. Januar 1798) und der Ausführung ab dem 3. Februar 1798 wurde die „Armée du Rhin“ aufgelöst. Die Truppen wurden in das Département du Mont-Terrible verlegt und bildeten ab dem 8. März 1798 die Armée d’Helvétie
- Am 18. Juli 1799 wurde ein Teil der Armée de Danube herausgelöst und daraus eine „Armée du Rhin“ gebildet.
- Per Anweisung vom 3 frimaire an VIII (24. November 1799) wurden die verbliebene „Armée de Danube“ in die „Armée du Rhin“ eingegliedert.
- Mit Anweisung vom 15 floréal an IX (28. März 1801) wurde diese Armee zum 5. Mai 1801 endgültig aufgelöst.

## Einsätze 1792–1795
| Datum                              | Ereignis                           | Sieger            | Armeekommandant                                                                |
| ---------------------------------- | ---------------------------------- | ----------------- | ------------------------------------------------------------------------------ |
| 28. April 1792                     | Schlacht bei Porrentruy            | Frankreich        | Adam-Philippe de Custine                                                       |
| 21. Oktober 1792                   | Belagerung von Mainz               | Frankreich        | Custine                                                                        |
| 30. September 1792                 | Einnahme von Speyer                | Frankreich        | Custine                                                                        |
| 21. Oktober 1792                   | Einnahme von Frankfurt             | Frankreich        | Custine                                                                        |
| 10. November 1792                  | Gefecht bei Limburg                | Frankreich        | Custine, Jean-Nicolas Houchard als Kommandant der Vorhut.                      |
| 2. Dezember 1792                   | Gefecht bei Frankfurt am Main      | Koalitionstruppen | Custine                                                                        |
| 14. April bis 23. Juli 1793        | Belagerung von Mainz               | Koalitionstruppen | Alexandre de Beauharnais                                                       |
| 13. Oktober 1793                   | Erste Schlacht bei Weißenburg      | Koalitionstruppen | Jean Pascal Carlenc                                                            |
| 20. August bis 23. Dezember 1793   | Belagerung von Landau              | Frankreich        | Louis Lazare Hoche (Armée de la Moselle) Jean-Charles Pichegru (Armée du Rhin) |
| 18. November bis 22. Dezember 1793 | Schlacht bei Hagenau               | Frankreich        | Pichegru                                                                       |
| 18. bis 22. Dezember 1793          | Schlacht bei Fröschwiller          | Frankreich        | Hoche                                                                          |
| 26. bis 29. Dezember 1793          | Zweite Schlacht bei Weißenburg     | Frankreich        | Hoche und Pichegru                                                             |
| 23. Mai 1794                       | Schlacht bei Kaiserslautern        | Preußen-Sachsen   | Claude Ignace François Michaud                                                 |
| 23. Mai 1794                       | Gefecht bei Schifferstadt          | Frankreich        | Michaud                                                                        |
| 12. bis 13. Juli 1794              | Gefecht am Schänzel                | Frankreich        | Laurent de Gouvion Saint-Cyr                                                   |
| 17. bis 20. September 1794         | Zweite Schlacht bei Kaiserslautern | Preußen-Sachsen   | François Ignace Schaal                                                         |
| 25. Dezember 1794                  | Gefecht an der Mannheimer Brücke   | Frankreich        | Martial Vachot                                                                 |

## Zusammensetzung der Armee zu Beginn des Feldzuges 1793
| I. | II. |
| --- | --- |
| Général Munnier - Garde nationale 1er & 2e bataillons des volontaires d’Haute Saône 2e bataillon des volontaires de Nièvre 4e bataillon des volontaires de Vosges 4e bataillon des volontaires de Seine-et-Oise 3e bataillon des volontaires de Bas-Rhin 2e bataillon des volontaires de Puy-de-Dôme 1er & 3e bataillons des volontaires d’Ain 3e bataillon Grenadiers volontaires de l’Indre-et-Loire 2e bataillon des volontaires de Rhône-et-Loire - Gesamt 20 Bataillone Général Custine, vor Mainz stehend. - :1er, 2e, 3e & 4e bataillon de Grenadiers - 57e régiment d’infanterie (2 Bataillone) - 62e régiment d’infanterie (1 Bataillon) - 82e régiment d’infanterie (1 Bataillon) - Garde nationale 2e bataillon des volontaires d’Ain 4e bataillon des volontaires d’Haut-Rhin 9e & 10e bataillons des volontaires d’Haute Saône 4e bataillon des volontaires de Calvados 10e bataillon des volontaires de Meurthe 2e bataillon des volontaires de la République 1er bataillon de chasseurs volontaires républicains 3e, 7e & 8e bataillons des volontaires de Vosges 5e & 6e bataillons des volontaires de Bas-Rhin 1er bataillon Fédérés Nationaux 2e bataillon des volontaires de Seine-et-Oise - 14e régiment de cavalerie (3 Escadrons) - 2e régiment de chasseurs à cheval (1 Escadron) - 7e régiment de chasseurs à cheval (4 Escadron) - 10e régiment de chasseurs à cheval (5 Escadron) - Gesamt: 26 Bataillone, 12 Escadrons | Général Nevinger, vor Bingen stehend - Brigade Houchard - 7e régiment d’infanterie légère (1 Bataillon) - 36e régiment d’infanterie (1 Bataillon) - 37e régiment d’infanterie (1 Bataillon) - Garde nationale 4e & 6e bataillons des volontaires de Jura 2e bataillon des volontaires d’Haut-Rhin 1er bataillon des volontaires de Seine-et-Loire 1er & 2e bataillons des volontaires de Vosges - 8e régiment de chasseurs à cheval (4 Escadrons) - Brigade Gilot - 13e régiment d’infanterie - 48e régiment d’infanterie - Garde nationale 1er bataillon des volontaires d’Haute-Rhin 1er bataillon des volontaires de Bas-Rhin 1er bataillon des volontaires de Correze 3e bataillon des volontaires de Nievre - Général Beaurevoir - 2e régiment de chasseurs à cheval (3 Escadrons) - 2e régiment de cavalerie (3 Escadrons) - 3e régiment de cavalerie (3 Escadrons) - 9e régiment de cavalerie (3 Escadrons) - 11e régiment de cavalerie (3 Escadrons) - 12e régiment de cavalerie (3 Escadrons) - Gesamt: 22 Escadrons - 12 Kompanien Grenadiere - 6e régiment d’infanterie légère - 2e régiment d’infanterie - 2e régiment de carabiniers (3 Escadrons) - 16e régiment de dragons (3 Escadrons) - Garde nationale 6e, 10e & 13e bataillons des volontaires de Vosges 5e bataillon des volontaires de l'Eure 6e bataillon des volontaires de Calvados 12e bataillon des volontaires de Haute-Saône - Hussards de la Liberté (Stärke unbekannt) - Gendarmerie nationale Gesamt: 8 Bataillone, 12 Escadrons, 2 Züge |

## Kommandanten
- vom 14. Dezember 1791 bis 6. Mai 1792: Maréchal Luckner
- vom 7. Mai bis 20. Juli 1792, per interim: Général la Morlière
- vom 21. Juli bis 25. Dezember 1792: Général Biron

bis 19. September als Kommandant, aber Maréchal Luckner unterstellt
vom 19. September bis 1. Oktober, (als er der Armée des Vosges unterstellt wurde unterstand er linke Flügel Général Biron): Général Custine
am 30. Oktober wurde Général Biron dem Général Custine unterstellt
- vom 26. Dezember 1792 bis 14. März 1793, per interim und Général Custine unterstellt: Général Deprez-Crassier
- vom 15. März bis 17. Mai 1793: Général Custine (bis 9. April gleichzeitig Kommandant der Armée de la Moselle)
- vom 18. bis 29. Mai 1793, per interim und Général Houchard unterstellt: Général Diettmann
- vom 30. Mai bis 17. August 1793, provisorisch und Général Houchard unterstellt: Général Beauharnais
- vom 18. August bis 29. September 1793, per interim bis 23. August und dann vorübergehend: Général Landremont
- vom 30. September bis 1. Oktober 1793, per interim: Général Munnier
- vom 2. Oktober bis 26. Oktober 1793, provisorisch: Général Carlenc
- vom 27. Oktober 1793 bis 13. Januar 1794: Général Pichegru (ab dem 24. Dezember Général Hoche unterstellt.) Pichegru der, sobald er das Kommando über die Rheinarmee übernommen hatte, alle Offiziere absetzte, die statt Talent nur Patriotismus vorweisen konnten und der Disziplin abträglich waren, da sie sich selbst undiszipliniert verhielten.  Er stellte die Unterordnung und den Gehorsam innerhalb seiner Truppe wieder her und marschierte erst gegen Feind, nachdem er sichergestellt hatte, dass seine Befehle rechtzeitig ausgeführt wurden.
- vom 14. Januar bis 15. Oktober 1794: Général Michaud
- vom 16. Oktober bis 20.  Oktober 1794: Général Moreaux
- vom 21. Oktober bis 20. Dezember 1794: Général Michaud (Général Moreaux unterstellt)
- vom 21. Dezember 1794 bis 15. April 1795: Général Michaud

während der Abwesenheit von Michaud: Général Dorsner
vom 4. Dezember 1795 bis 13. Februar 1795: unterstellt der „Armée de Mayence“ von  Général Kléber
vom 14. Februar bis 29. April 1795: unterstellt der „Armée de Mayence“ von Général Schaal
- vom 11. bis 16. April 1795, per interim: Général Kléber
- vom 17. bis 19. April 1795: Général Pichegru (Zusammenlegung der Armée de la Moselle und der Armée du Rhin)
- vom 20. April 1795 bis 4. März 1796: Général Pichegru (Kommandant der neuen Armée Rhin-et-Moselle)
- vom 5. März bis 20. April 1796, per interim: Général Desaix
- vom 21. April 1796 bis 30. Januar 1797: Général Moreau (gleichzeitig Oberkommandierender der Armée de Sambre-et-Meuse)
- vom 31. Januar bis 9. März 1797, per interim und Général Moreau unterstellt: Général Desaix
- vom 10. bis 27. März 1797: Général Moreau
- vom 28. März bis 19. April 1797, per interim: Général Desaix
- vom 20. April bis 9. September 1797: Général Moreau
- vom 10. September bis 6. Oktober 1797, provisorisch: Général Saint-Cyr  (bis zum 18. September Général Hoche unterstellt)
- vom 7. Oktober bis 13. Dezember 1797: Général Augereau, Kommandant der neuen „Armée d’Allemagne“, der die Truppen der „Armée du Nord“ zur Disposition unterstellt waren.
- vom 14. Dezember 1797 bis 3. Februar 1798: Général Augereau, Befehlshaber der neuen Armée du Rhin, resultierend aus der Teilung der neuen Armée d'Allemagne in die „Armée de Mayence“ und die „Armée du Rhin“, welche am 3. Februar 1798 aufgelöst wurde.
- vom 15. Juli bis 24. September 1799, provisorisch: Général Muller
- vom 25. September 23. Oktober 1799, provisorisch: Général Ney
- vom 24. Oktober bis 5. Dezember 1799: Général Lecourbe
- vom 6. bis 27. Dezember 1799, der linke Flügel: Général Baraguey d’Hilliers
- vom 12. bis 27. Dezember 1799, der rechte Flügel: Général Lecourbe
- vom 28. Dezember 1799 bis 4. Mai 1801: Général Moreau

## Zusammensetzung der Armee am 5. August 1794
- Gesamt: 7 Divisionen mit 50.610 Mann

| I. | II. |
| --- | --- |
| - Kommandant: Général Desaix - Stärke: 9690 Mann in drei Brigaden Infanteriebrigade Rivaud - Kommandant: Général Rivaud 3 Bataillone des 6e régiment d’infanterie légère 3 Bataillone des 7e régiment d’infanterie légère Infanteriebrigade Bressac - Kommandant: Général Bressac 3 Bataillone des 140e régiment d’infanterie de ligne 3 Bataillone des 159e régiment d’infanterie de ligne Kavalleriebrigade Forest - Kommandant: Général Forest 7e régiment de hussards 17e régiment de dragons 8e régiment de chasseurs à cheval 10e régiment de chasseurs à cheval - Kommandant: Général Gouvion-Saint-Cyr - Stärke: 12.300 Mann in zwei Brigaden: Infanteriebrigade Marchaix - Kommandant: Général Marchaix 3 Bataillone des 11e régiment d’infanterie légère 3 Bataillone des 54e régiment d’infanterie de ligne 3 Bataillone des 95e régiment d’infanterie de ligne 3 Bataillone des 109e régiment d’infanterie de ligne Kavalleriebrigade Laboissière - Kommandant: Général Laboissière 3 escadrons du 1er régiment de chasseurs à cheval 3 escadrons du 2e régiment de chasseurs à cheval 3 escadrons du 7e régiment de chasseurs à cheval 2 escadrons du 4e régiment de dragons 2 escadrons du 8e régiment de dragons 2 escadrons du 2e régiment de cavalerie 2 escadrons du 18e régiment de cavalerie - Kommandant: Général Vachot - Stärke: 3860 Mann 3 Bataillone des 140e régiment d’infanterie de ligne 3 Bataillone des 18e régiment d’infanterie légère 2 Escadrons des 12e régiment de cavalerie | - Kommandant: Général Frientzholts - Stärke: 4550 Mann 3 Bataillone des 42e régiment d’infanterie de ligne 3 Bataillone des 65e régiment d’infanterie de ligne - Kommandant: Général Schaal Brigade Desgranges - Kommandant: Général Desgranges 3 Bataillone des 91e régiment d’infanterie de ligne 3 Bataillone des 14e régiment d’infanterie légère 2 Escadrons des 2e régiment de hussards - Kommandant: Général Meynier - Stärke: 10.550 Mann in drei Brigaden Infanteriebrigade Siscé - Kommandant: Général Siscé 3 Bataillone des 12e régiment d’infanterie légère 3 Bataillone des 14e régiment d’infanterie Infanteriebrigade Sibaud - Kommandant: Général Sibaud 3 Bataillone des 74e régiment d’infanterie de ligne 3 Bataillone des 4e régiment d’infanterie légère 3 gemischte Bataillone Kavalleriebrigade Frimont - Kommandant: Général Frimont 1 Escadron des 2e régiment de hussards 3 Escadrons des 4e régiment de hussards 2 Escadrons des 16e régiment de dragons 1 Escadron des 2e régiment de chasseurs à cheval - Kommandant: Général Prudhon - Stärke: 3560 Mann 3 Bataillone des 5e régiment d’infanterie légère 3 Bataillone des 170e régiment d’infanterie de ligne 1 Escadron des 2e régiment de chasseurs à cheval |